# Expansiones de Fallout 3
Fallout 3 es un videojuego RPG de acción desarrollado por Bethesda Game Studios y publicado por Bethesda Softworks, y es el tercer mayor de la serie Fallout. El juego fue lanzado en Norteamérica el 28 de octubre de 2008, en Europa, Australasia y Rusia el 30 de octubre, y en Japón el 4 de diciembre, para PlayStation 3, Xbox 360 y Games for Windows.
Fallout 3 tiene 5 expansiones. Cada expansión contiene nuevas misiones, nuevos lugares para recorrer, y nuevos objetos que el jugador podrá usar, al igual que nuevo armamento y armaduras. Todd Howard de Bethesda, confirmó durante la E3 2008 que el contenido descargable estaría disponible para las versiones de Fallout 3 en Xbox 360 y Windows. De las 5 expansiones, Broken Steel tiene mayor impacto en el juego, alterando el final, incrementando el nivel máximo del personaje hasta 30, y permitiendo continuar el juego después de acabar la historia principal. La edición Game of the year o "Juego del Año" tiene incluidas las 5 expansiones en un disco aparte dentro del mismo estuche.

## Desarrollo
El contenido descargable era originalmente exclusivo para Xbox 360 y Games for Windows. A pesar de que Bethesda no había ofrecido una explicación oficial de por qué el contenido no fue lanzado para PlayStation 3, el análista Colin Sebastian de Lazard Capital Markets, especuló que pudo haber sido el resultado de un acuerdo de dinero con Bethesda y el competidor de Sony, Microsoft. Cuando se le preguntó a Todd Howard si la versión de PlayStation 3 recibiría una actualización que permitiera seguir jugando más allá de finalizar la historia principal, él contestó; "Not at this time, no" "No en este momento, no". Sin embargo, en mayo de 2009, Bethesda anunció que las existentes expansiones (Operation: Anchorage, The Pitt y Broken Steel) estarían disponibles para PlayStation 3; las 2 siguientes (Point Lookout y Mothership Zeta) fueron lanzadas para todas las plataformas.

### Ambientación
Las 5 expansiones de Fallout 3 usan el mismo motor gráfico Gamebryo. Los enemigos presentes en el juego original aparecen nuevamente pero en menor cantidad y frecuencia, dando lugar a los nuevos enemigos exclusivos en las expansiones, a excepción de Mothership Zeta. Al igual que en el juego original, los enemigos tienen la explicación de su apariencia y características, por ejemplo; los Trogs presentes en The Pitt son consecuencia del trabajo forzado en fábricas con altos niveles de radiación. Cada expansión cuenta con una ambientación e historia distinta, permitiendo al jugador conocer nuevas áreas y zonas sin recordar a Capital Wasteland; en una de las expansiones el jugador tendrá la oportunidad de viajar al espacio exterior.

### Windows Live
Uno de los problemas para jugar las expansiones de Fallout 3 en la versión de PC es la obligada conexión a Internet (a excepción de la versión Game of the Year), al no haber un parche que arregle esto, es necesario hacer lo siguiente:
Importante: Antes de seguir los pasos, ajusta la función de búsqueda de Windows para buscar "Hidden folders/Carpetas ocultas". De lo contrario, no será capaz de encontrar las carpetas que necesitarás. Una alternativa más segura es abrir la aplicación "Run/Ejecutar" y copiar y pegar los enlaces de abajo para ir directamente a las carpetas.
Mientras que Games for Windows requiere una conexión a Internet o estar en línea para poder jugar las expansiones, se puede encontrar los archivos de las expansiones (el principal .bsa, el sonido .bsa, y un .esm) en la siguiente carpeta:
- %USERPROFILE%\Local Settings\Application Data\Microsoft\Xlive\DLC (Windows XP)
- %USERPROFILE%\AppData\Local\Microsoft\XLive\DLC (Windows Vista & Windows 7)

Si se mueven hacia la carpeta Fallout 3\Data, se podrá jugar con las expansiones sin tener que activar Games for Windows Live.
Recordar cargar a través del Launcher/Lanzador de Fallout 3 y luego dar clic en "Data Files/Archivos de Datos" y seleccionar la casilla junto a los nombres de las expansiones antes de ejecutar el juego. Esta no es una solución oficial.

## Operation: Anchorage
Operation: Anchorage. Enter a military simulation and fight in one of the greatest battles of the Fallout universe – the liberation of Anchorage, Alaska from its Chinese Communist invaders. Gain access to unique armor, weapons, and exotic gadgets while you build and command interactive Strike Teams to win the battle and defeat the Chinese base.
Operation: Anchorage. Entra en una simulación militar y lucha en una de las más grandes batallas del universo de Fallout - la liberación de Anchorage, Alaska, de sus invasores chinos comunistas. Obtén acceso a armaduras, armas y artefactos únicos a medida que formas y diriges equipos de ataque interactivos para derrotar la base china.
Descripción oficial.

### Argumento
Los Proscritos de la hermandad están intentando hacerse con tecnología militar avanzada y el único modo de abrir el refugio que contiene estas reliquias es completando una simulación táctica en la que solamente tú puedes entrar. En Operación: Anchorage volverás a vivir la épica Batalla de Anchorage del mundo de Fallout. Consigue entrar en la simulación, sin recursos y sobrevive cumpliendo las reglas de los creadores de la simulación. El ejército rojo chino está por todas partes, protege las montañas de los alrededores y ábrete paso hasta la base china.

## The Pitt
The Pitt allows you to travel to the post-apocalyptic remains of Pittsburgh, Pennsylvania and become embroiled in a conflict between slaves and their Raider masters. Explore a sprawling settlement ravaged by time, neglect, nuclear radiation, and moral degradation. The Pitt is filled with morally gray choices, shady NPCs, new enemies, new weapons, and much more.
The Pitt te permite viajar a las ruinas post-apocalípticas de Pittsburgh, Pennsylvania, y verte involucrado en un conflicto entre esclavos y sus amos Saqueadores. Explora un asentamiento en desarrollo devastado por el tiempo, abandono, radiación, y degradación moral. The Pitt está llena de decisiones morales dudosas, PNJ sospechosos, nuevos enemigos, nuevas armas, y mucho más.
Descripción oficial.

### Argumento
The Pitt comienza con un mensaje de radio desesperado y un encuentro con su emisor, un esclavo fugitivo llamado Wernher. Wernher afirma que el líder de “The Pitt” ha creado una cura para las mutaciones… y necesita que entres y te hagas con ella. A partir de ahí, el jugador puede proceder de diversas maneras, al más puro estilo Fallout 3. ¿Te abres camino luchando o te disfrazas de esclavo? ¿Te alías con los esclavos o te sumas a sus caciques saqueadores?  The Pitt es moralmente ambiguo, nada es correcto o incorrecto, simplemente se deben tomar decisiones, elegir un bando y existe un misterio que puede conmocionar al Yermo por completo.

## Broken Steel
Continue your existing Fallout 3 game and finish the fight against the Enclave remnants alongside Liberty Prime. Broken Steel moves the level cap for your character from 20 to 30, allowing you to experience even more of the game, including new perks and achievements
Continua tu existente juego de Fallout 3 y termina la lucha contra los restos del Enclave junto a Liberty Prime. Broken Steel aumenta el nivel máximo de tu personaje de 20 a 30, permitiéndote experimentar aún más el juego, incluyendo nuevos Perks y logros.
Descripción oficial.

### Argumento
Puede que gracias a ti el Enclave sufriera un buen revés con el Proyecto Pureza, pero sus tropas siguen ahí fuera y son una grave amenaza para el pueblo y la seguridad de Yermo Capital. En Broken Steel, tu personaje dejará atrás lo sucedido con el Proyecto Pureza y trabajará codo con codo con la Hermandad del Acero para erradicar al Enclave de una vez por todas. Viajarás a nuevos escenarios, como la Central Olney; manejarás nuevas armas, como el cañón Tesla y te enfrentarás a poderosas criaturas, como el Cacique Supermutante.

## Point Lookout
Point Lookout opens up a massive new area of the Wasteland – a, dark, murky swampland along the coast of Maryland. So hop on the ferry to the seaside town of Point Lookout, for the most mysterious and open-ended Fallout 3 DLC adventure yet
Point Lookout te abre las puertas a una nueva vasta área de Capital Wasteland - un, oscuro, turbio pantano junto a la costa de Maryland. Toma el ferry hacia la ciudad costera de Point Lookout, para la más misteriosa y abierta aventura de los DLC de Fallout 3.
Descripción oficial.

### Argumento
Compra tu pasaje, sube a bordo del Duque Gambito y deja que Tobar el Barquero te conduzca hasta Point Lookout, una intrigante ciudad costera. ¿Qué secretos encierra el destartalado parque de atracciones? ¿Quién vive en la enorme mansión? ¿Por qué son tan importantes las pungas? ¿Qué horrores esconde el oscuro pantano?
Point Lookout es la entrega para descarga más abierta de la saga; para que puedas explorar esta insólita ciénaga a tus anchas. Una línea de acción totalmente nueva que te invita a descubrir los secretos de la ciudad y a empuñar novedosas armas, como la escopeta de doble cañón, contra los peligrosos habitantes del pantano.

## Mothership Zeta
Defy hostile alien abductors and fight your way off of the massive Mothership Zeta, orbiting Earth miles above the Capital Wasteland. Mothership Zeta takes Fallout 3 in an entirely new direction – outer space. Meet new characters and join with them in a desperate bid to escape the Aliens’ clutches. To do so, you’ll wield powerful new weapons, like the Alien Atomizer, Alien Disintegrator, and Drone Cannon, and deck yourself out in brand new outfits, like the Gemini-Era Spacesuit and even Samurai Armor.
Desafia a hostiles aliens abductores y lucha para escapar de la enorme Nave Nodriza Zeta, orbitando alrededor de la Tierra muchas millas por encima de Capital Wasteland. Mothership Zeta lleva a Fallout 3 hacia una dirección totalmente diferente - el espacio exterior. Conoce a nuevos personajes y únete a ellos en un desesperado intento de escapar de las garras de los Aliens. Para ello, tendrás a tu disposición nuevas poderosas armas, como el Atomizador Alien, Desintegrador Alien, y el Cañón de Drones, y además tendrás ropa nueva, como el traje espacial Era-Géminis e incluso una Armadura Samurái.
Descripción oficial.

### Argumento
Por todo Yermo Capital se recibe una extraña señal alienígena procedente de un ovni accidentado. ¿Se trata de una llamada de socorro... o acaso esconde algo más siniestro? Darás con la respuesta cuando seas abducido a bordo de una enorme nave alienígena. Solo hay una alternativa: lucha para llegar hasta el puente y asegurar tu huida.

## Game of the Year
La edición Juego del Año de Fallout 3 incluye el juego original además de las cinco expansiones del juego:
Operation: Anchorage,
The Pitt,
Broken Steel,
Point Lookout y 
Mothership Zeta.